# اسپورمینوره
اسپورمینوره (به ایتالیایی: Sporminore) یک کومونه در ایتالیا است که در ترنتینو واقع شده‌است. اسپورمینوره ۱۷٫۵ کیلومتر مربع مساحت و ۶۹۵ نفر جمعیت دارد.